# Brushfire Fairytales
Brushfire Fairytales er debutalbummet fra den amerikanske singer-songwriter Jack Johnson. Det blev udgivet 1. februar 2001 på Everloving Records. Den primære musiker på albummet er Johnson (vokal, guitar og klaver), Adam Topol (trommer og percussion) og Merlo Podlewski (basguitar). Det blev produceret af J. P. Plunier. Det blev indspillet på Grandmaster Recorders, King Sound, og mastered af Dave Collins. Gæster inkluderer Tommy Jordan (Olietønde) og Ben Harper (hawaiiguitar) begge på  "Flake".

## Spor
Alle sange er skrevet af Jack Johnson.
1. "Inaudible Melodies" – 3:35
2. "Middle Man" – 3:14
3. "Posters" – 3:13
4. "Sexy Plexi" – 2:07
5. "Flake" – 4:40
6. "Bubble Toes" – 3:56
7. "Fortunate Fool" – 3:48
8. "The News" – 2:26
9. "Drink the Water" – 3:21
10. "Mudfootball" (for Moe Lerner) – 3:03
11. "F-Stop Blues" – 3:10
12. "Losing Hope" – 3:52
13. "It's All Understood" – 5:28

UK bonus tracks
1. "Flake" (live) – 4:29
2. "Inaudible Melodies" (live) – 3:27